# ZiG

ZiG-munten

De ZiG is sinds 2024 de munteenheid van Zimbabwe. De naam is een afkorting van Zimbabwe Gold. De ZiG wordt onderverdeeld in 100 cent. De bankbiljetten bestaan in coupures van 1, 2, 5, 10, 20, 50, 100 en 200 ZiG. Muntjes bestaan van 1/4 ZiG en 1/2 ZiG.
Na de hyperinflatie van de Zimbabwaanse dollar eind 20e en begin 21e eeuw, werd in Zimbabwe de gangbare munt de Amerikaanse dollar en de euro. Op 8 april 2024 werd de ZiG ingevoerd en heeft sindsdien een zeer fluctuerende waarde.